# Coronigoniella rubiella
Coronigoniella rubiella är en insektsart som beskrevs av Young 1977. Coronigoniella rubiella ingår i släktet Coronigoniella och familjen dvärgstritar. Inga underarter finns listade i Catalogue of Life.